# Xã Williams, Quận Lonoke, Arkansas
Xã Williams (tiếng Anh: Williams Township) là một xã thuộc quận Lonoke, tiểu bang Arkansas, Hoa Kỳ. Năm 2010, dân số của xã này là 498 người.